# Heloti
Heloti (grško Εἵλωτες, [Heílôtes]) so v antični Grčiji brezpravni državni sužnji. 
Med dorsko selitvijo je bilo prebivalstvo Lakonije potisnjeno v podložni položaj s strani prihajajočih Dorcev. Kasneje, po mesenijskih vojnah (740 - 720 pr. n. št. in 660 in 640 pr. n. št.) pa so bili v ta položaj prisiljeni tudi Mesenci. Heloti so bili priklenjeni na zemljo, morali pa so plačevati tudi zemljiški davek. S tem davkom so v špartanski državi zagotavljali do 50 % potrebnih denarnih sredstev za zagotavljanje varnosti. S tem davkom so Špartanci plačevali vojsko ter vzdrževali svoje vojaško plemstvo.
Heloti so se kasneje, v klasični dobi, začeli upirati, kar je privedlo k masovnim pobojem in ponočnim racijam.